# Distrito de Český Krumlov
El distrito de Český Krumlov es uno de los siete distritos que forman la región de Bohemia Meridional, República Checa, con una población estimada a principio del año 2018 de 61 187 habitantes. Se encuentra ubicado al suroeste del país, al sur de Praga, cerca de la frontera con Alemania y Austria. Su capital es la ciudad de Český Krumlov.

## Localidades (población año 2018)
- Benešov nad Černou 1427
- Besednice 832
- Bohdalovice 284
- Boletice 315
- Brloh 1060
- Bujanov 567
- Černá v Pošumaví 846
- Český Krumlov 13 028
- Chlumec 104
- Chvalšiny 1242
- Dolní Dvořiště 1285
- Dolní Třebonín 1333
- Frymburk 1295
- Holubov 1084
- Hořice na Šumavě 811
- Horní Dvořiště 466
- Horní Planá 2098
- Kájov 1837
- Kaplice 7078
- Křemže 2892
- Lipno nad Vltavou 661
- Loučovice 1634
- Malonty 1381
- Malšín 180
- Mirkovice 445
- Mojné 253
- Netřebice 463
- Nová Ves 424
- Omlenice 566
- Pohorská Ves 247
- Polná na Šumavě 201
- Přední Výtoň 237
- Přídolí 709
- Přísečná 205
- Rožmberk nad Vltavou 353
- Rožmitál na Šumavě 454
- Soběnov 366
- Srnín316
- Střítež 438
- Světlík 230
- Velešín 3869
- Větřní 3940
- Věžovatá Pláně 155
- Vyšší Brod 2569
- Zlatá Koruna 795
- Zubčice 426
- Zvíkov 101